# Öljaitü
Öljaitü, även känd som Muhammad Khodabandeh, var Ilkhanatets åttonde regent åren 1304 till 1316 i Persien. Öljaitüs mausoleum som ligger i Soltaniyeh, Iran är ett mästerverk i mongolisk arkitektur med kombinationer av persiska och islamiska arkitektoniska element med mongoliskt inflytande. Den persiske statsmannen och historikern Rashid al-Din anklagades av sina rivaler för att ha förgiftat sin regent, och dödades av Öljeitüs son Abu Saʿid.
Öljaitü, vars muslimska namn var Muhammad Khodabandeh, konverterade till tolv-shiitisk islam. Denna konvertering fick en del betydande konsekvenser för hans religiösa riktlinjer. På Öljaitüs förfrågan följdes en masskonvertering till shiism bland hans emirer. Även fredagsföreläsningar, statsdokument och mynt byttes för att demonstrera shiitisk tro.